# فهرست موسیقی‌دانان کره شمالی
این صفحه فهرستی از هنرمندان موسیقی کرهٔ شمالی است.

## موسیقی‌دانان کرهٔ شمالی
- ایل‌جین کیم 김일진، هدایت‌گر، ویولن سل
- چی‌سُن ری 리치손، موسیقی‌نویس
- چُنگ‌نیاُ کیم 김총녀، خواننده
- گوم‌هوا چُ 초굼화، خواننده
- هیه‌یاُنگ چاُن 전혜영، خواننده
- هیه‌یاُنگ یون 윤혜영، خواننده
- جاُنگ‌هی او 우정히، آهنگ‌ساز
- جین‌آ ریو 류진아، خواننده
- کواُنگ‌‌سوک کیم 김광숙، خواننده
- کیاُنگ‌جین مون 문경진، ویولن‌نواز
- کیاُنگ‌سوک ری 리경숙، خواننده
- اُک‌هوا ری 리옥화، خواننده
- پون‌هوی ری 리푼희، خواننده
- ری سل-جو 리솔주، خواننده
- سُنگ‌وُل هیاُن 횬송올، خواننده
- یومی را 라유미، خواننده

### چین چان چون چین چان
- ارکستر ایسانگ یون
- گروه تئاتری-هنری مانسودائه
- گروه مُران‌بُنگ
- گروه چنگ‌بنگ
- انسمبل الکترونیکی پچن‌ب
- ارکستر سمفونی ایالتی جمهوری دموکراتیک خلق کره
- ارکستر اون‌هاسو
- گروه مسیقی سبک وانگ‌جائه‌سان